# 弗林特 (喬治亞州)
弗林特（英語：Flint）是位於美國喬治亞州米切爾縣的一個非建制地區。該地的面積和人口皆未知。

## 地理
弗林特的座標為31°19′00″N 84°10′45″W / 31.31667°N 84.17917°W，而該地的平均海拔高度為56米（即184英尺）。